# 590739 Miloslavov
590739 Miloslavov è un asteroide della fascia principale. Scoperto nel 2012, presenta un'orbita caratterizzata da un semiasse maggiore pari a 2,7513402 au e da un'eccentricità di 0,1270118, inclinata di 5,51874° rispetto all'eclittica.
L'asteroide è dedicato all'omonima località slovacca.